# Kolë Thaçi
Kolë Thaçi (ur. 2 grudnia 1886 w Szkodrze, zm. 17 lipca 1941 tamże) – minister finansów Albanii w latach 1921–1924, 1930–1931 i 1936–1939.

## Życiorys
Od 1 grudnia 1918 do 31 stycznia 1920 był naczelnikiem urzędu celnego w Szkodrze.
Od 24 grudnia 1921 do 25 lutego 1924 pełnił funkcję ministra finansów Albanii. Podczas pełnienia tej funkcji, 20 stycznia 1924 roku podpisał umowę handlową z Włochami, w której, po raz pierwszy, pojawiła się klauzula, że Włochy są głównym partnerem handlowym Albanii. W latach 1928–1930 był przewodniczącym Rady Kontrolnej Ministerstwa Finansów.
Thaçi ponownie był ministrem finansów Albanii od 6 marca 1930 do 11 kwietnia 1931 oraz od 9 listopada 1936 do 7 kwietnia 1939. Jednocześnie w latach 1937–1939 był posłem do albańskiego parlamentu.